# Liturghie

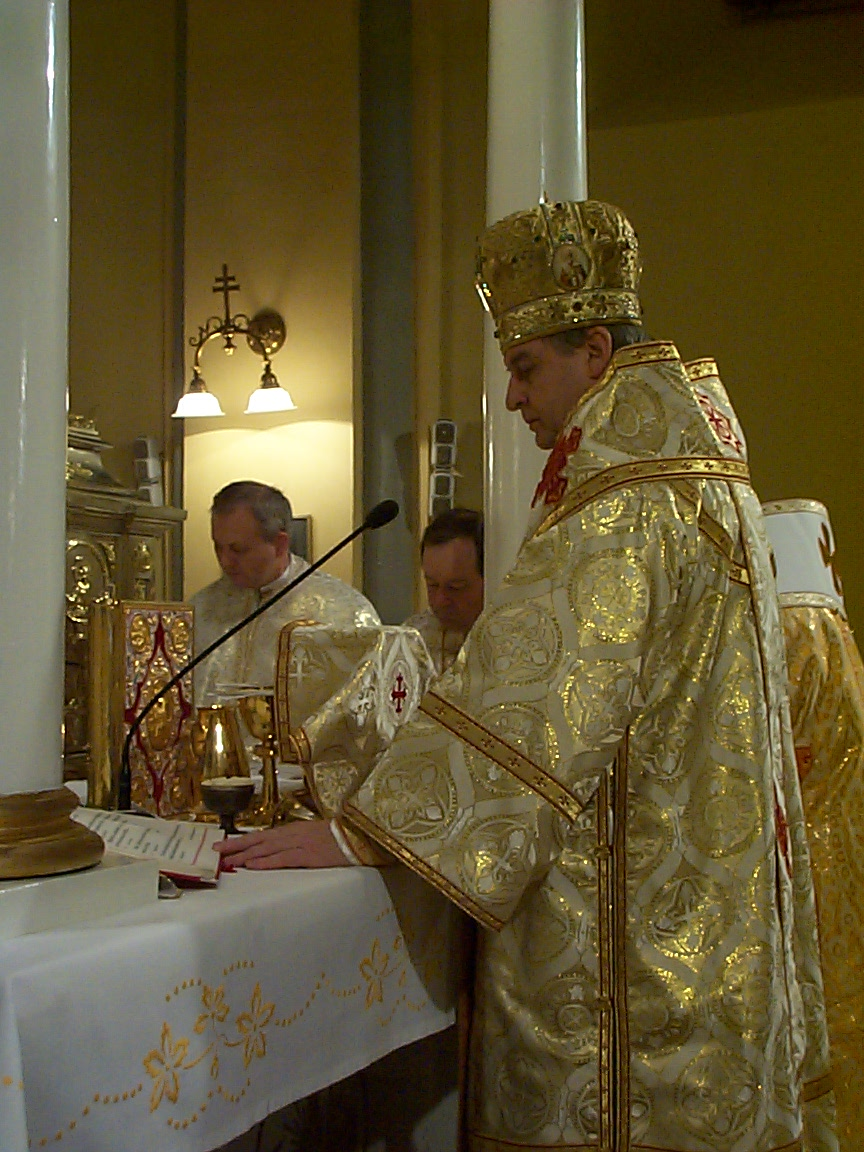
Un episcop sărbătorește Sfânta Liturghie într-o biserică catolică de rit oriental din Prešov, în estul Slovaciei.

Liturghia (greacă: Λειτουργία) este un ritual efectuat de către un grup religios specific, în conformitate cu tradițiile sale particulare.

## Biserica Ortodoxă
Sfânta Liturghie este slujba principală și centrală a Bisericii Ortodoxe. Cel mai adesea se slujește Liturghia Sfântului Ioan Gură de Aur, iar uneori Liturghia Sfântului Vasile cel Mare și Liturghia Darurilor mai înainte sfințite. Dar există și alte Liturghii, precum Liturghia Sfântului Iacob sau Liturghia Sfântului Evanghelist Marcu.
Dumnezeiasca Liturghie este o slujbă euharistică. Este compusă din trei părți: Proscomidia (sau Prothesis), slujba de pregătire a Sfintelor Daruri, Liturghia catehumenilor, numită și Liturghia Cuvântului, în timpul căreia sunt prezentate și comentate fragmente din Sfânta Scriptură, urmată de Liturghia credincioșilor, uneori numită și Liturghia euharistică, pe parcursul căreia Darurile simbolizate prin pâine și vin, în numeroase rituri de tradiție apostolică, sunt aduse și sfințite. Biserica Ortodoxă afirmă că Darurile sfințite reprezintă cu adevărat Trupul și Sângele Mântuitorului Iisus Hristos, dar nu a formulat niciodată o dogmă cu privire la această preschimbare.